# Мајкл Ричардс
Мајкл Ентони Ричардс (енгл. Michael Anthony Richards; 24. јул 1949) амерички је глумац, писац, продуцент и комичар. У периоду од 1989. до 1998. тумачио је улогу Козма Крејмера у ситкому Сајнфелд што му је и најпознатија улога, за коју је добио Еми за најбољег споредног глумца у хумористичкој серији. Касније се бавио стендап комедијом.